# Masakatsu Shibasaki
Masakatsu Shibasaki (柴崎 正勝, Shibasaki Masakatsu, né le 25 janvier 1947) est un chimiste japonais. Il obtient en 1974 son doctorat en chimie dans le groupe de Shun’ichi Yamada et complète sa formation post doctorante avec Elias J. Corey à l'université Harvard. Il retourne au Japon et devient professeur à l'université Teikyō en 1977 puis est nommé à l'université de Hokkaidō en 1986. De 1983 à 1986, Shibasaki est à la tête d'un groupe de recherche au centre de recherche de chimie de Sagami. De 1991 jusqu'en 2010, il est professeur à l'université de Tokyo. Depuis 2010, il est directeur délégué de la Fondation de la recherche microbienne (chimie) à Tokyo.

## Synthèse de Shibasaki
En 2006, Shibasaki publie une nouvelle synthèse du Tamiflu, en contournant l'acide shikimique,.
| Shibasaki Tamiflu Synthese Teil I           |  | Shibasaki Tamiflu Synthese Teil II |
| Synthèse du Tamiflu de Shibasaki 1re partie |  | 2e partie                          |

Depuis 1981, de nombreux prix importants ont été décernés à Masakatsu Shibasaki :
- The Pharmaceutical Society of Japan Award for Young Scientists (1981, Japon)
- Inoue Prize for Science (1994, Japon)
- Fluka Prize (Reagent of the Year 1996, Suisse)
- The Elsevier Award for Inventiveness in Organic Chemistry (1998, Belgique)
- The Pharmaceutical Society of Japan Award (1999, Japon)
- Molecular Chirality Award (1999, Japon)
- The Naito Foundation Research Prize (2001, Japon)
- Arthur C. Cope Senior Scholar Awards (2002, American Chemical Society)
- Medal with Purple Ribbon (2003, Japon)
- Toray Science and Technology Prize (2004, Japon)
- Japan Academy Prize (2005, Japon)
- Sankyo Takamine Memorial Award (2006, Japon)
- Shiokawa Prize of Rare Earth Society (2006, Japon)
- Centenary Medal and Lectureship (2007, Royal Society of Chemistry)
- American Chemical Society Award for Creative Work in Synthetic Organic Chemistry (2008)
- Médaille Prelog de l'École polytechnique fédérale de Zurich (2008, Suisse)
- Special Award of Synthetic Organic Chemistry of Japan (2010 (Japon)

Shibasaki est l'auteur ou le coauteur de plus de 520 publications scientifiques et détient 40 brevets. Son indice de Hirsch est 73.

## Livres et publications scientifiques (sélection)
- Organic Synthesis Directed Toward Life Science, (en japonais), Kodansha, 1985.
- Organic Chemistry for Graduate Students, (en japonais), Tokyo Kagaku Dojin, 1998.
- Asymmetric Reaction for the Basis of Medicinal Chemistry, （en japonais, Hirokawa Shoten
- Stimulating Concepts in Chemistry, (English), VCH Verlagsgesellschaft mbH, 2000.
- Multimetallic Catalysts In Organic Synthesis, (en anglais), John Wiley & Sons Inc., 2004.
- New Development of Organocatalyst, (en japonais), CMC publishing Co., Ltd., 2006.
- Shibasaki M, Yoshikawa N: Lanthanide complexes in multifunctional asymmetric catalysis, Chemical Reviews 102 (2002) 2187−2209.
- Sasai H, Suzuki T, Arai S, Arai T, Shibasaki M: Basic Character of Rare-Earth-Metal Alkoxides - Utilization in Catalytic C-C Bond-Forming Reactions and Catalytic Asymmetric Nitroaldol Reactions, Journal of the American Chemical Society 114 (1992) 4418−4420.
- Yoshikawa N, Yamada YMA, Das J, Sasai H, Shibasaki M: Direct catalytic asymmetric aldol reaction, Journal of the American Chemical Society 121 (1999) 4168−4178.
- Yamada YMA, Yoshikawa N, Sasai H, Shibasaki M: Direct catalytic asymmetric aldol reactions of aldehydes with unmodified ketones, Angewandte Chemie - International Edition in English 36 (1997) 1871−1873.
- Sasai H, Arai T, Satow Y, Houk KN, Shibasaki M: The first Heterobimetallic Multifunctional Asymmetric Catalyst, Journal of the American Chemical Society 117 (1995) 6194−6198.
- Shibasaki M, Boden CDJ, Kojima A: The asymmetric Heck reaction, Tetrahedron 53 (1997) 7371−7395.
- Gröger H, Vogl EM, Shibasaki M: New catalytic concepts for the asymmetric aldol reaction, Chemistry - a European Journal 4 (1998) 1137−1141.
- Hamashima Y, Sawada D, Kanai M, Shibasaki M: A new bifunctional asymmetric catalysis: An efficient catalytic asymmetric cyanosilylation of aldehydes, Journal of the American Chemical Society 121 (1999) 2641−2642.
- Bougauchi M, Watanabe S, Arai T, Sasai H, Shibasaki M: Catalytic asymmetric epoxidation of alpha,beta-unsaturated ketones promoted by lanthanoid complexes, Journal of the American Chemical Society 119 (1997) 2329−2330.
- Arai T, Sasai H, Aoe K, Okamura K, Date T, Shibasaki M: A new multifunctional heterobimetallic asymmetric catalyst for Michael additions and tandem Michael-Aldol reactions, Angewandte Chemie-International Edition in English 35 (1996) 104−106.

Ses intérêts de recherche se concentrent sur le développement de nouvelles méthodes de synthèse, la conception de composés biologiquement importants et les études de synthèse de ces composés..